# ナロキソン
ナロキソン (Naloxone) とはオピオイド拮抗薬の一つである。オピオイドの過剰摂取による呼吸抑制や意識レベルの低下を起こしている場合に静脈注射することで、オピオイドの作用と拮抗して呼吸を回復させることができる。 オピオイド受容体のアンタゴニストとして作用し、特にμ受容体との親和性が高く、呼吸抑制や縮瞳の回復に役立つ。オピオイド乱用リスクを避ける目的で開発されたオピオイドとの合剤がある。点滴静脈注射で投与すると2分以内に薬効が出現する。筋肉内投与の場合も5分以内である。鼻腔内噴霧しても有効である。 効果は30分から1時間で消失するので、オピオイドの効果持続時間がナロキソンよりも長い場合には反復投与が必要となる。
情動不安、興奮、悪心、嘔吐、頻脈、発汗などのオピオイド離脱症候群を呈している患者への投与は推奨されない。心疾患を持つ患者では、心臓関連の諸問題が発生する。妊婦に投与した症例は少ないが、限られた結果からは安全性は高いと思われる。
ナロキソンは1963年に三共で開発され、日本では1984年10月に製造販売承認された。米国では1971年に承認された。
WHO必須医薬品モデル・リストに収載されている。

## 効能・効果

### オピオイド過量投与
ナロキソンは急性のオピオイド過剰摂取とオピオイドによる呼吸抑制および意識低下の両方に使用できる。
ヘロインなどの使用者に対して過剰摂取時の緊急措置キットの一部として配布されている場合もあり、過剰摂取時の死亡率を低下させていると思われる。ナロキソンの処方は、オピオイドの用量が多い場合（ヘロイン換算で >100mg/日）、またはベンゾジアゼピン系薬物をオピオイドと併用している場合、医学的用途以外でオピオイドを使用していることが判明した場合に推奨される。

### オピオイド乱用防止
ナロキソンは消化管から吸収された後、直ちに肝臓の初回通過効果で分解されるので、ブプレノルフィンやペンタゾシンなど、多くの経口オピオイド製剤に配合されている。これらの製剤では経口投与時にはオピオイドのみが効果を発揮するが、誤用して注射するとナロキソンがオピオイドの効果をブロックする。これらの配合剤は、乱用防止に所定の効果を上げている。

### その他
敗血症性, 心原性、出血性、脊髄ショックなどのショック症状の患者にナロキソンを投与した臨床試験のメタアナリシスでは、ナロキソンは血流改善効果を示した。しかしその意義は明確でない。
ナロキソンは実験的に希少疾病（125万分の1）の先天性無痛無汗症（痛みを感じることができず体温調節も難しい疾患）の治療に使用されたことがある。
ナロキソンは体内で産生される疼痛軽減性エンドルフィンの作用を妨げる。これらのエンドルフィンはナロキソンが遮断するのと同じオピオイド受容体に働きかける。ナロキソンは臨床的にも実験的にも、偽薬による疼痛軽減作用をも妨げ、ナロキソンを注射されたことがわからないようにしていても効果があることが確かめられている。他には、偽薬単剤で体内のμ-オピオイド-エンドルフィン系を賦活化し、モルヒネと同じ作用機序で疼痛を低減するとの報告もある。
ナロキソンはまた、降圧薬であるクロニジンの過量投与時の解毒剤としての効果もある。

## 副作用
重大な副作用として、添付文書には肺水腫が記載されている。
ナロキソン自身には、オピオイドが存在しない場合の作用はほとんどない。オピオイド使用患者では、発汗、嘔気、落ち着きの無さ、振戦、嘔吐、紅潮、頭痛、そしてまれに心拍数変動、痙攣発作、肺浮腫が出現する。

## 注意を要する患者

### 妊産婦および授乳婦
ナロキソンのアメリカでの胎児危険度分類はBまたはCである。げっ歯動物を用いた実験では、最大1日投与量10mgで胎児毒性は認められなかったが、ヒトでの試験結果はなく、ナロキソンが胎盤を通過するので流産の危険性を排除できない。妊婦に対する使用について安全性を確認するためにはさらなる検討が必要であり、それまでは医療上必要な場合に限り投与すべきである。
ナロキソンが母乳中に分泌されるか否かは明らかではないので、投与中は授乳を避けることが望ましい。

### 腎機能障害・肝機能障害
腎機能障害や肝障害を有する患者を対象に臨床試験が実施された事はないので、ナロキソン投与時には注意して患者を観察すべきである。

## 作用機序
ナロキソンは中枢神経系のμ-オピオイド受容体（MOR）への親和性が極めて高い競合的阻害薬で、MORを速やかに阻害して急速に離脱症状を発現する。κ-オピオイド受容体（KOR）やδ-オピオイド受容体（DOR）に対しても阻害作用を示すが親和性は低い。他のオピオイド受容体阻害薬とは異なり、ナロキソンは純粋な阻害薬であり作動活性を持たない。オピオイドを併用せずにナロキソンを投与した場合は、自然の抗疼痛機構が働かないことを除けば、薬理学的作用は何ら引き起こされない。直接オピオイド受容体作動薬を中止した時にオピオイド寛容性患者に離脱症候群を惹起するのとは対照的に、ナロキソンが寛容・依存状態を形成するとの証拠はない。作用機序は完全には理解されていないが、中枢のオピオイド受容体に競合（直接作動でなく競合阻害）することで離脱を示し、したがって自身では薬理作用を持つことなく、内因性および外因性双方のオピオイドの作用を阻害することが研究で示唆されている。
(−)-ナロキソンの親和性の値Kiはそれぞれ、MORで0.559nM、KORで4.91nM、DORで36.5nM であるのに対し、(+)-ナロキソンではそれぞれ、3,550nM、8,950nM、122,000nM であると報告されている。この様に、(−)-ナロキソンが活性異性体である。さらに、このデータはMORに対してはKORの約9倍、DORの約60倍の親和性を持つことを示している。

## 薬物動態
非経口的に投与した場合、ナロキソンは速やかに全身に分布する。血中半減期は30〜81分であり、一部のオピオイドの半減期よりも短いので、長時間にわたりオピオイド作用を阻害する必要がある場合には繰り返し投与が必要となる。ナロキソンは主に肝臓で代謝される。主代謝物はナロキソン-3-グルクロニドであり、尿中に排泄される。

## 用法・用量
ナロキソンは通常速やかに効果を発現させるために点滴静脈注射される。（日本で認可されている投与法は、（点滴）静脈内注射のみである。）この場合の効果持続時間は最大45分である。
患者の呼吸状態と精神状態を慎重に観察しなければならない。投与2〜3分後に反応がないまたは不充分である場合には、さらに2〜3分間隔で最大4回まで追加投与する。それでも効果が得られない場合、別の原因を考えるか治療法を変更すべきである。効果が見られた場合、さらに観察を続けてナロキソンの代謝消失に伴う効果減弱に備え、必要に応じて再投与すべきである。
米国では2015年に点鼻薬としても承認されている。スプレー状態になっており鼻から投与させる。経口投与は速やかに肝臓で代謝されるため無効である。

## 法的規制
日本ではナロキソンは劇薬であり、処方箋医薬品である。
アメリカでもナロキソンは処方箋医薬品であるが、規制物質法の管理下にはない。すべての州で処方は合法で、医療専門家が取り扱う。取り扱いできる場所は、州により違う。米国では何十年もの間救急隊員がナロキソンを投与してきたが、多くの州の法執行官は救急隊員が到着する前にナロキソンを使用できるようにすべきと考えていた。2015年7月時点で、28の州の法執行機関にオピオイドの過量投与に速やかに対処するためにナロキソンが備蓄されている。
オーストラリアでは2016年2月、ナロキソンが一般用医薬品として薬局にならび、処方箋なしで購入できるようになった。シリンジ内に医療用と同じ量が1回量充填されている。
カナダでは、使い切りのナロキソン注射キットが種々のクリニックや救急処置室に配置されている。アルバータ州の規制当局はキットの設置場所を州内全域の全ての救急処置室や薬局に拡げようとしている。
アルバータ州では、ナロキソンの配置薬キットが入手可能であり、ほとんどの薬物治療更生施設や薬局に置かれていて、薬局では薬剤師が使い切りキットを販売し、または依存症治療のために調剤している。エドモントン警察署およびカルガリー警察署の全てのパトカーには緊急用ナロキソン注射キットが積まれている。王立カナダ騎馬警察の車両にも中毒患者の周りの者に素早く届けられる様、薬物が積載されている。医療関係者や医療技術者、緊急時に対応すべき者は必要な時に薬物を入手し使用できる。
アルバータ州に続き、カナダ保健省は2016年にナロキソンの要処方箋規定を撤廃し、より入手しやすくしようとしている。国際的に薬物中毒死が増加している中、カナダの保健大臣は国内でのオピオイド過剰摂取死の増加を受けてカナダ国民の手がナロキソンに届きやすいよう規制を変更することを提案している。2016年2月時点では、一部の薬局で自宅用のナロキソンキットが入手可能である。

## 塩類のCAS番号
ナロキソンのCAS登録番号：465-65-6であるほか、塩酸塩無水和物がCAS登録番号：357-08-4、塩酸塩2水和物がCAS登録番号：51481-60-8である。